# Henry Holland (Designer)

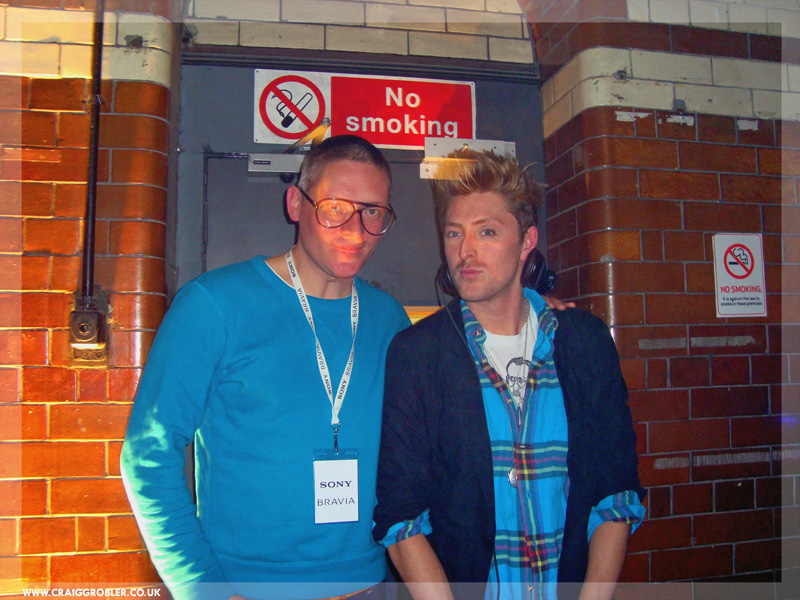
Henry Holland (rechts) mit Giles Deacon, 2009

Henry Holland (* 26. Mai 1983) ist ein englischer Modedesigner, der die Modemarke House of Holland erschuf.
Holland wuchs in Ramsbottom nahe Manchester auf und studierte zunächst Journalismus am London College of Communication, das er mit einem Bachelor abschloss. 2007 veröffentlichte er eine erste Inspired-T-Shirt-Kollektion. Die Shirts trugen Slogans wie I'll show you who's boss, Kate Moss oder CAUSE ME PAIN HEDI SLIMANE und wurden schnell bekannt. Neben seiner eigenen Kollektion House of Holland entwirft er seit 2009 auch für Levi Strauss & Co. eine eigene Denim-Kollektion.
2020 geriet House of Holland in finanzielle Schwierigkeiten. Im März 2020 zog sich Henry Holland aus dem Geschäft zurück.